# Jorn Triep
Jorn Triep (Delft, 28 maart 2005) is een Nederlands voetballer die doorgaans als aanvallende middenvelder speelt.

## Carrière
Triep maakte als jeugdspeler van SV DHL in 2017 de overstap naar Sparta Rotterdam. Op 26 augustus 2023 debuteerde hij namens Jong Sparta tijdens een met 0-1 verloren thuiswedstrijd tegen ADO '20, als invaller voor Dano Lourens in de 84e minuut. De Delftenaar maakte daar een sterke ontwikkeling door. Hij mocht tijdens de winterstop met de A-selectie mee op trainingskamp naar Spanje, waar hij in een oefenwedstrijd tegen OH Leuven zijn officieus debuut maakte. In april 2024 tekende Triep zijn eerste profcontract. In 55 competitiewedstrijden was de aanvallende middenvelder 21 keer trefzeker voor de beloften en in mei 2025 tekende hij een nieuw driejarig contract bij Sparta dat hem vervolgens voor de duur van een seizoen uitleende aan VVV-Venlo. Op 8 augustus 2025 maakte hij bij de eerstedivisionist zijn debuut in de basiself in een met 3-2 verloren uitwedstrijd bij De Graafschap. Daarin was Triep direct belangrijk met een assist bij de 1-1 gelijkmaker van Navarone Foor.

## Clubstatistieken

### Beloften
| Seizoen                               | Club                  | Competitie      | Competitie | Competitie | Playoffs | Playoffs | Totaal | Totaal |
| Seizoen                               | Club                  | Competitie      | Wed.       | Dlp.       | Wed.     | Dlp.     | Wed.   | Dlp.   |
| ------------------------------------- | --------------------- | --------------- | ---------- | ---------- | -------- | -------- | ------ | ------ |
| 2023/24                               | Jong Sparta Rotterdam | Tweede divisie  | 28         | 11         | —        | —        | 28     | 11     |
| 2024/25                               | Jong Sparta Rotterdam | Tweede divisie  | 27         | 10         | 2        | 1        | 29     | 11     |
| Totaal beloften                       | Totaal beloften       | Totaal beloften | 55         | 21         | 2        | 1        | 57     | 22     |
| Bijgewerkt tot en met 9 augustus 2025 |                       |                 |            |            |          |          |        |        |

### Senioren
| Seizoen                                | Club            | Competitie      | Competitie | Competitie | Beker | Beker | Playoffs | Playoffs | Totaal | Totaal |
| Seizoen                                | Club            | Competitie      | Wed.       | Dlp.       | Wed.  | Dlp.  | Wed.     | Dlp.     | Wed.   | Dlp.   |
| -------------------------------------- | --------------- | --------------- | ---------- | ---------- | ----- | ----- | -------- | -------- | ------ | ------ |
| 2025/26                                | → VVV-Venlo     | Eerste divisie  | 2          | 0          | 0     | 0     | —        | —        | 2      | 0      |
| Totaal senioren                        | Totaal senioren | Totaal senioren | 2          | 0          | 0     | 0     | 0        | 0        | 2      | 0      |
| Carrièretotaal                         | Carrièretotaal  | Carrièretotaal  | 57         | 21         | 0     | 0     | 2        | 1        | 59     | 22     |
| Bijgewerkt tot en met 15 augustus 2025 |                 |                 |            |            |       |       |          |          |        |        |